# José Ferrer Canales
José Ferrer Canales   (Santurce, 18 de setembre de 1913 - Hato Rey, 20 de juliol de 2005) fou un assagista, contista, crític literari i mestre d'escola porto-riqueny. La seva obra assagística reflecteix les preocupacions per l'idioma i el genuí a l'entorn porto-riqueny. Va afirmar el caràcter caribeny i antillà del porto-riqueny. El seu desig d'aconseguir el somni d'Eugenio María de Hostos sobre la confederació antillana li va guanyar l'apel·latiu de "L'últim antillà".
Dins de la seva assagistica destaquen: “Marginalia” (1939), “Por nuestra lengua y soberanía” (1941), “Agonía y esperanza de Puerto Rico” (1962), “Imagen de Varona” (1964), “Regionalism and University” (1965), “Acentos cívicos y Gandhi: evocación del centenario” (1972), “Asteriscos” (1990) y “Martí y Hostos” (1991). Els seus contes i articles sobre educació, política i altres temes van ser publicats en revistes com: Asomante, Revista Hispánica Moderna, Revista Iberoamericana, Repertorio Americana, Revista del Colegio de Abogados i La Torre.
Va rebre diferents premis com a Professor Honorari de la Facultat d'Humanitats de la Universitat Nacional Autònoma de Santo Domingo (1987), Catedràtic d'Honor de la Universitat de Puerto Rico (1989-1990), Premi de periodisme per l'Institut de Literatura Porto-riquenya (1990), membre d'honor de l'Associació de Pedagogs de Cuba (1992), membre de l'Acadèmia Porto-riquenya de la Llengua (1992), premi d'Honor de l'Ateneu Porto-riqueny (1994), medalla de la Cultura Nacional de Cuba (1995) i Humanista de l'Any de la Fundació Porto-riquenya de les Humanitats (1997). Li va ser dedicada la Segona Fira del Llibre de Puerto Rico (1998).